# Щировский, Алексей Козьмич
Алексей Козьмич (Козмич, Кузьмич) Щировский (1805 — не ранее 1869) — врач Российской империи, доктор медицины Императорского Московского университета (1835), статский советник.

## Биография
Алексей Козьмич Щировский родился в 1805 году в семье врача, статского советника Козьмы (Кузьмы) Алексеевича Щировского (умер 16 (28) июля 1849 года), врача Московской Мариинской больницы. Семья Щировских проживала на территории Мариинской больницы и, по воспоминаниям А. М. Достоевского, были хорошими знакомыми семьи Достоевских.
Учился на медицинском факультете Московского университета как казенный студент, был Демидовским стипендиатом. По окончании университета в 1832 году Щировский получил степень лекаря 1-го разряда и был назначен врачом (ординатором) Мариинской больницы, находившейся в ведении Московского опекунского совета. 
Старший брат писателя Фёдора Достоевского, архитектор А. М. Достоевский так описывает лекаря Щировского в то время:

Алексей Кузьмич, уже врач, служивший сверхштатным ординатором при той же Московской Марьинской больнице и ждавший выхода в отставку своего папаши, чтобы преемственно занять его место.

В 1835 году Алексей Козьмич представил в Московский университет диссертацию «De scarlatina» за которую был удостоен степени доктора медицины, а в 1853 году он стал старшим ординатором Мариинской больницы.
Опубликованное в 1849 году в газете «Medicinische Zeitung Russlands» («Медицинская газета России») краткое известие о смерти отца Алексея Козьмича, не сообщало имени умершего, лишь его фамилию. Это послужило причиной недоразумения среди биографов. Л. Ф. Змеев в «Русских врачах писателях» указал 1849 год как возможный год смерти Алексея Козьмича, сопроводив его вопросительными знаками, как сомнительный. Однако В. Слепян в статье Русского биографического словаря дает 1849 год как год смерти Алексея Козьмича.
Алексей Козьмич Щировский умер после 1869 года, в этом году он последний раз был внесён в Российский медицинский список. Щировский был награждён орденами Святой Анны 3-й степени и Святого Станислава 3-й степени и знаками отличия беспорочной службы за 10, 15, 20 и 25 лет.

## Труды
- De scarlatina :  [лат.]. — Москва, 1835. — (Диссертация на степень доктора медицины).